# Danh sách thành phố Burundi

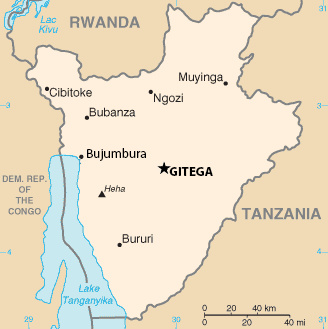
Bản đồ Burundi

Đây là danh sách thành phố và thị trấn ở Burundi:
- Bubanza
- Bujumbura (thủ đô)
- Bururi
- Cankuzo
- Cibitoke
- Gitega
- Karuzi
- Kayanza
- Kirundo
- Makamba
- Muramvya
- Muyinga
- Mwaro
- Ngozi
- Rutana
- Ruyigi

## 10 thành phố lớn nhất
1. Bujumbura - 340.300 dân
2. Gitega - 46.900 dân
3. Muyinga - 45.300 dân
4. Ngozi - 40.200 dân
5. Ruyigi - 36.800 dân
6. Kayanza - 26.200 dân
7. Bururi - 22.900 dân
8. Rutana - 20.700 dân
9. Muramvya - 17.600 dân
10. Makamba - 13.000 dân